# Saint-Nabord
Saint-Nabord là một xã thuộc tỉnh Vosges trong vùng Grand Est miền đông bắc nước Pháp.